# Музей-садиба родини Антоничів
Музей-садиба родини Антоничів — колишня греко-католицька плебанія в селі Бортятині Яворівського району Львівської області, присвячена родині Антоничів. У 2009 році в приміщенні колишньої плебанії відкрито музей — Бортятинську філію Львівського музею історії релігії.

## Історія будинку
У 1928-1953 роках будинок був оселею родини Антоничів: отця Василя Антонича, його дружини Ольги та їхнього сина — відомого українського поета Богдана-Ігоря Антонича. У різні періоди приміщення використовувалося як сільська рада та початкова школа (до 2004 року).

## Опис садиби

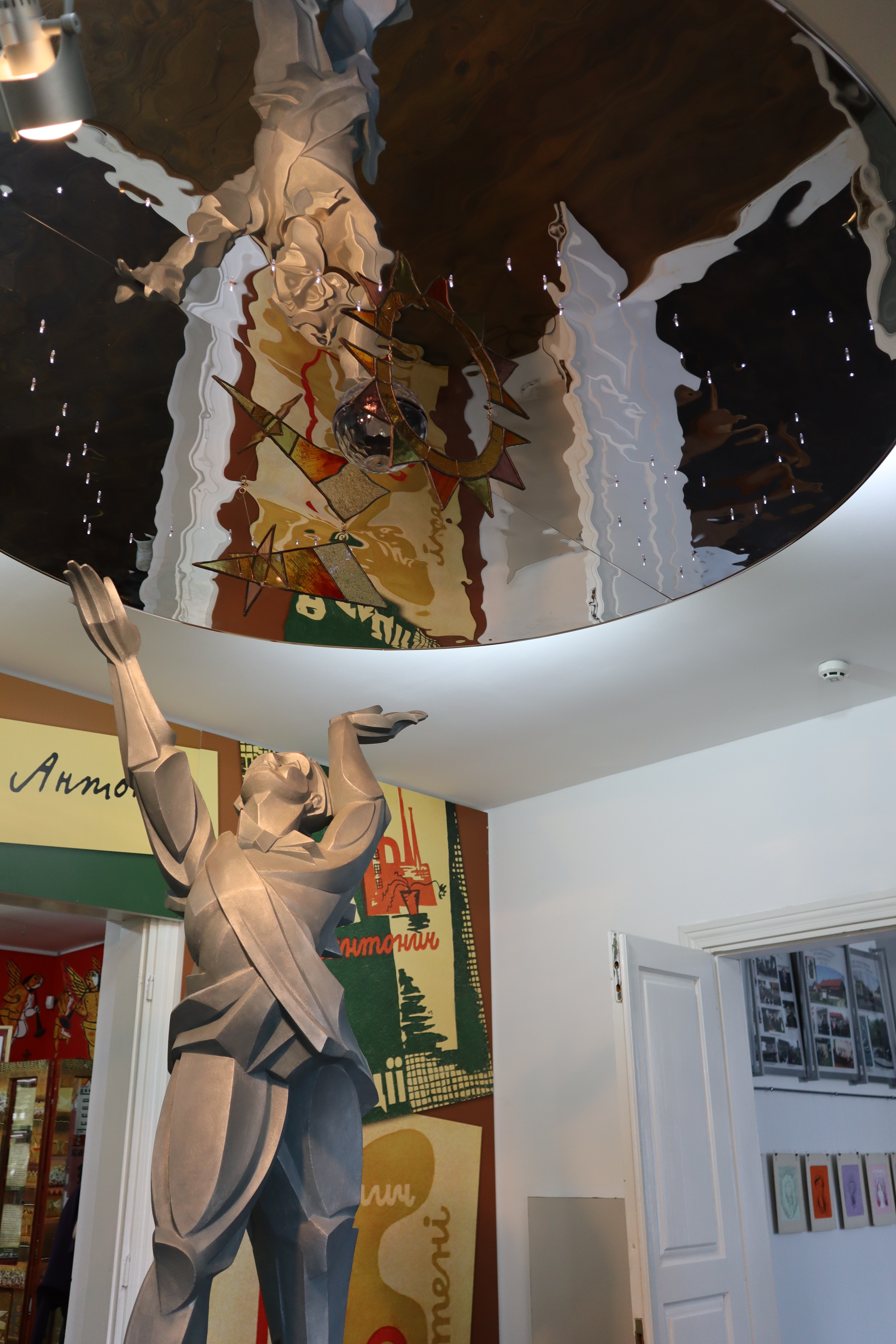
Перший зал

Експозиція музею знайомить відвідувачів із життям та творчістю поета Богдана-Ігоря Антонича, громадською та душпастирською діяльністю отця Василя Антонича; розповідає про традиції, звичаї, історію Лемківщини, Яворівщини; а також про історію Перемишльської єпархії на теренах Галичини у 20–30-х роках XX століття.

### Перший зал
Музей відкриває двері відвідувачам під мелодію колядки Богдана-Ігоря Антонича «Різдво» у виконанні барда Василя Жданкіна. Перший експозиційний зал розповідає про історію та культурну самобутність Лемківщини та Яворівщини. Центральною частиною експозиції є футуристична скульптурна композиція «Богдан Ігор Антонич» роботи скульптора Романа Кикти.

### Другий зал
У другому експозиційному залі представлено оригінальні експонати, що відтворюють атмосферу, у якій жив та творив Богдан-Ігор Антонич. Відвідувачі можуть побачити родинні альбоми, хрест, яким отець Василь благословляв своїх парафіян, та автентичні побутові речі родини Антоничів.

### Зал «Поет Антонич і Львів»

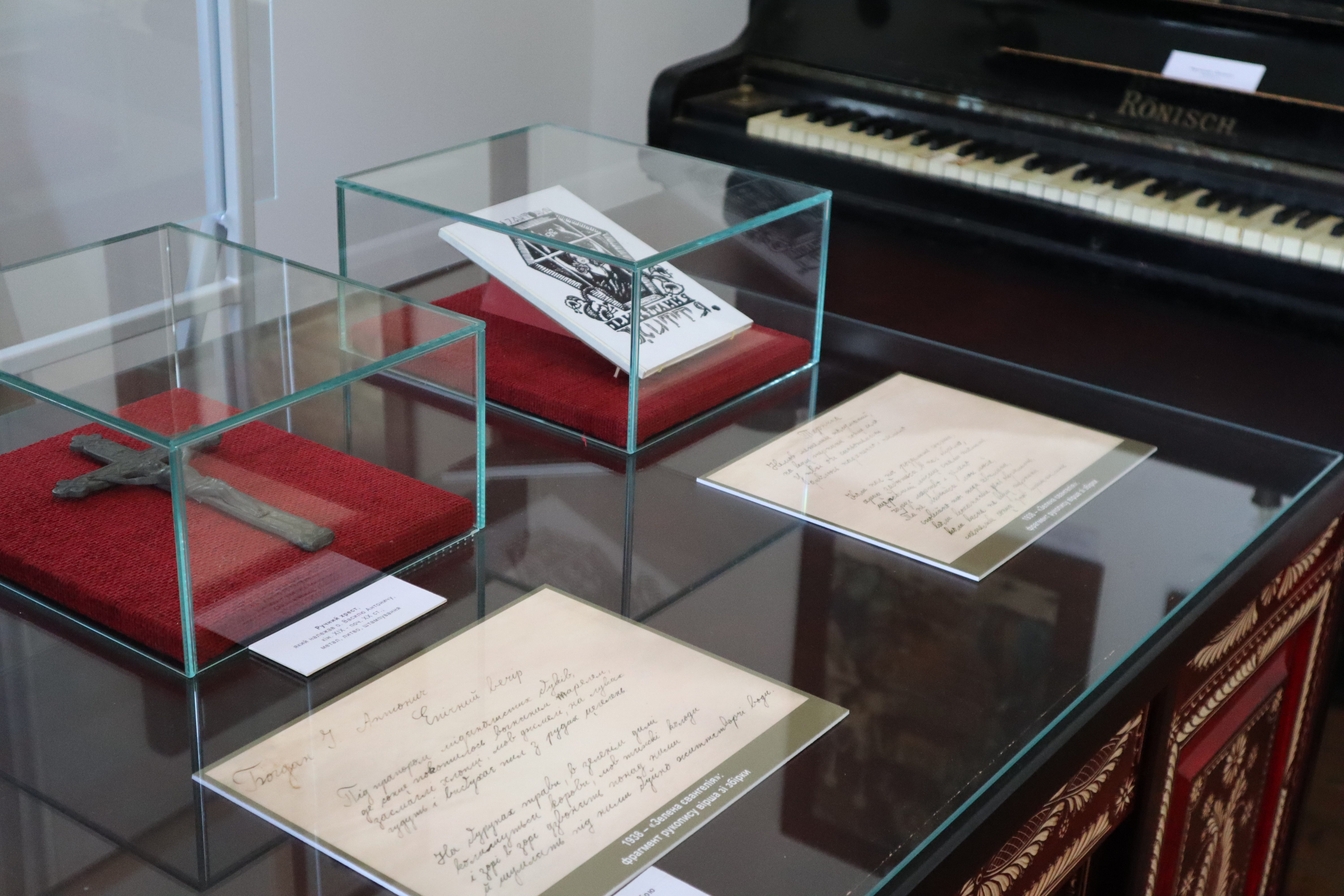
Перша збірка Богдана Ігоря Антонича

Цей зал присвячено періоду життя поета у Львові, коли він навчався на філософському факультеті Львівський національний університет імені Івана Франка. Експозиція знайомить з мистецьким середовищем Львова 20–30-х років XX століття, у якому творив Антонич. Відвідувачі можуть дізнатися про його взаємини з Ольгою Олійник — нареченою, яка посприяла посмертному виданню його творів.

### Кухня родини Антоничів
Кухня музею демонструє давні побутові речі: жорна, глечики, нецке, гасову лампу та інше. Увагу привертає мальована скриня середини XX століття з села Заверхи Яворівського району, у якій зберігали святкове вбрання та рушники. Центральним елементом є старовинна піч — місце, де господиня Ольга Антонич готувала страви.

### Зал історії музею
Останній експозиційний зал присвячений історії розвитку та діяльності музею. Саме тут відбуваються тематичні виставки, лекції та культурно-мистецькі заходи.
У 2022 році з нагоди 113-ліття від дня народження Богдана-Ігоря Антонича у музеї відкрили оновлену експозицію.

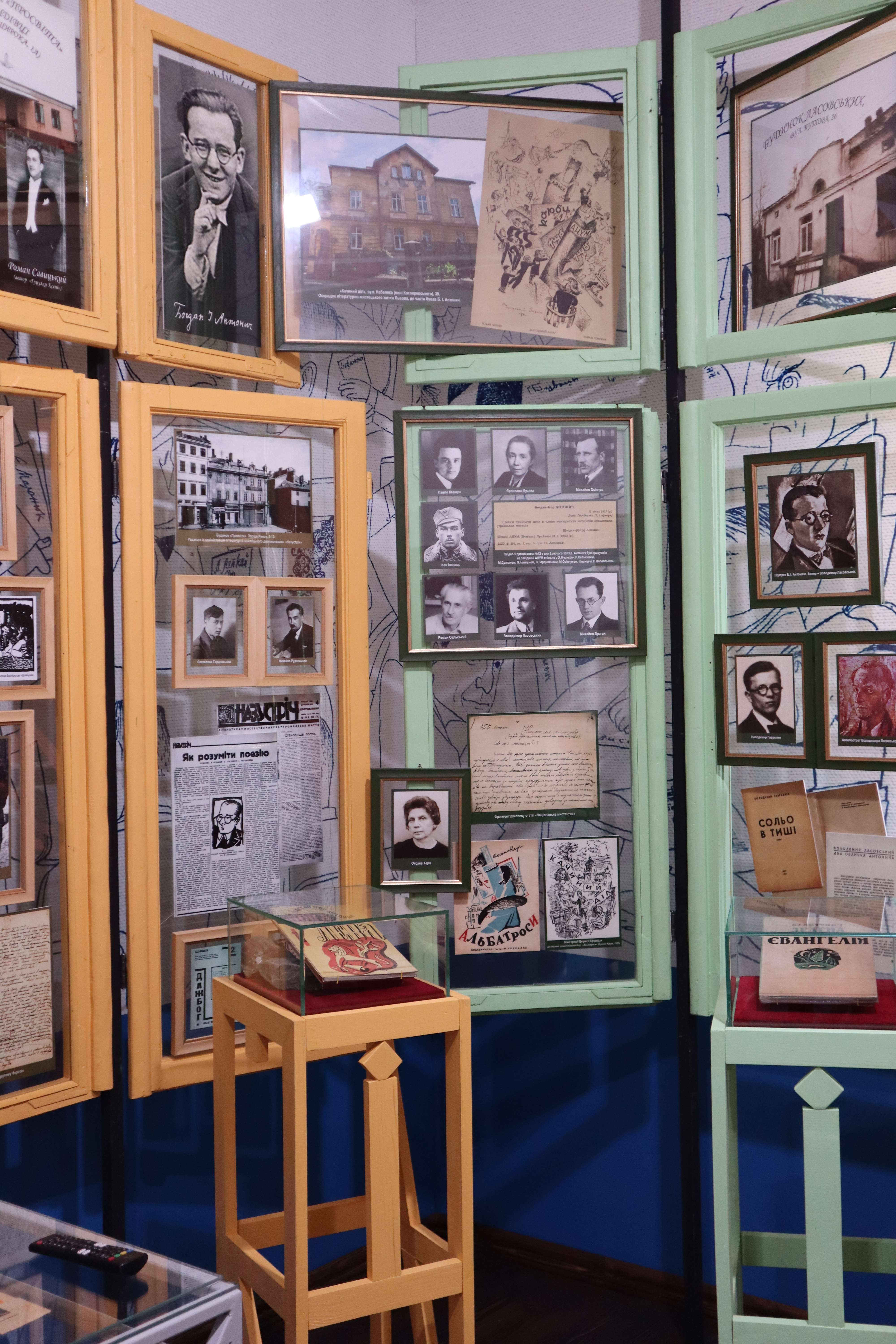
Віконниці із квартири, де проживав Богдан Ігор, на яких розміщені фотографії його та друзів

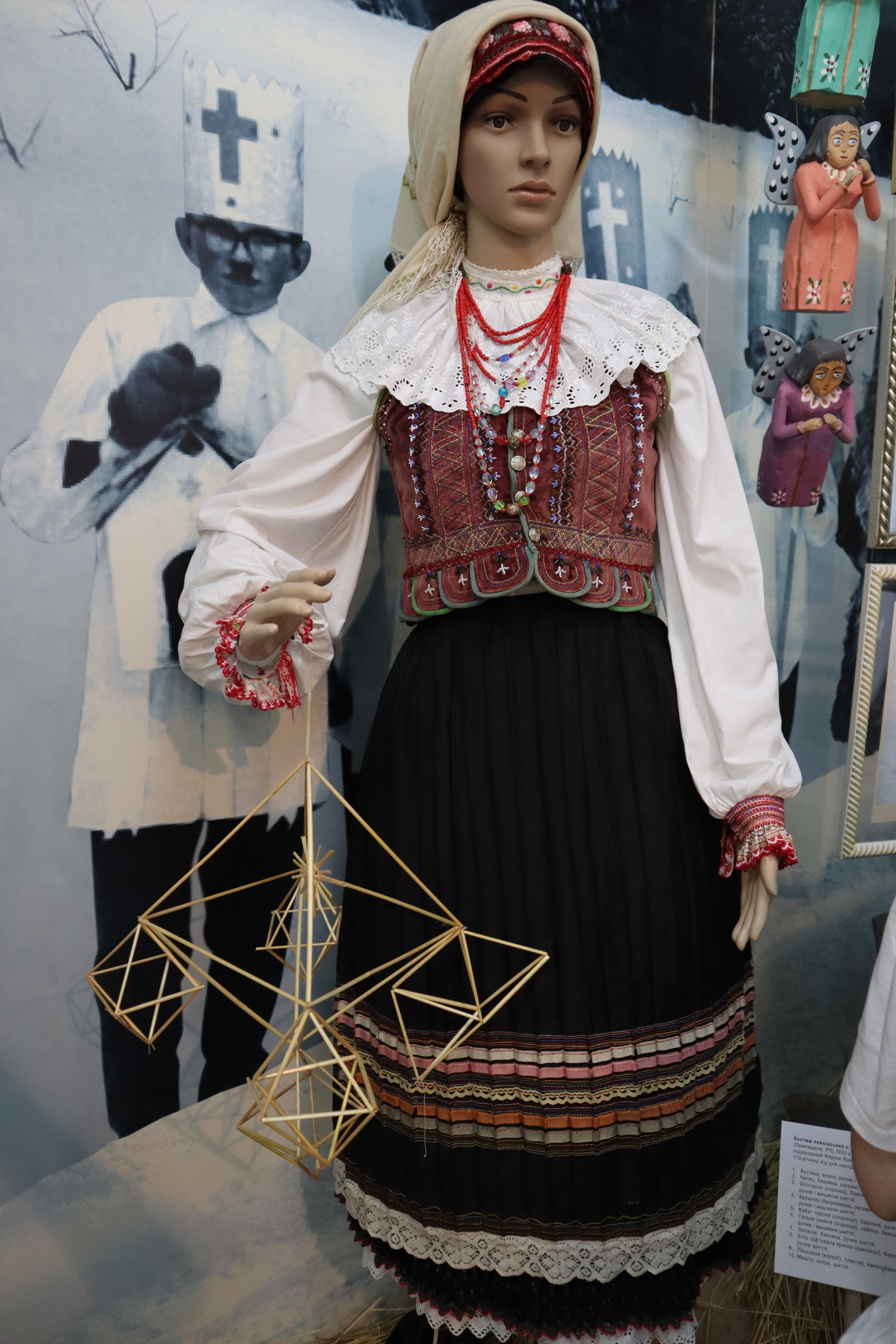
Лемківський стрій, перший зал